# Accara elegans
Accara elegans är en myrtenväxtart som först beskrevs av Dc., och fick sitt nu gällande namn av Leslie Roger Landrum. Accara elegans ingår i släktet Accara och familjen myrtenväxter. Inga underarter finns listade i Catalogue of Life.